# تنويم مغناطيسي ذاتي
التنويم المغناطيسي الذاتي أو بصيغة أخرى التنويم الإيحائي الذاتي
ويعتقد بعض الأشخاص أن استخدام المقاطع الصوتية المسجلة أو وسائل الإعلام قد تفيد في التنويم المغناطيسي الذاتي، لكن هذا خاطئ فالتنويم المغناطيسي الذاتي يجب أن يكون ضمن خطوات محددة يقوم بها المريض حتى يصل إلى مرحلة معينة يمكن برمجة الدماغ فيها.

## استخداماته
يستخدم لعلاج حالات كثيرة، منها:
- إعادة برمجة الدماغ
- الأفعال اللا إرادية
- العادات السيئة
- الذكريات المؤلمة

## جيمس برايد
المصطلح الإنجليزي للتنويم المغناطيسي تنويم إيحائي أوجده طبيب وجراح سكوتلاندي اسمه جيمس برايد عام 1841 ميلادي وبدأ بتطوير فكرة التنويم الذاتي بعد سنتين من التنويم المغناطيسي ثم علَّمها لعملائه قبل تطبيقها على نفسه كما أقام تجارب عليها مع بعض أصدقائه
في الأول من مايو 1843 ويُعتقد أنها أول تجربة للتنويم المغناطيسي الذاتي، وقد تكللت بالنجاح.

### تجربة برايد مع التنويم الذاتي
قال برايد: في منتصف سبتمبر 1844 عانيت من روماتيزم شديد في الجانب الأيسر من رقبتي وصدري ويدي. في البداية كان معتدل الشدة فأخذت بعض الدواء لإزالته ولكن بدلاً من ذلك أصبح أشد وعذبني لثلاثة أيام مما منعني من النوم الجيد في هذه الليالي الثلاث وفي نهاية اليوم الثالث لم يكن بإمكاني الجلوس في وضع واحد لأكثر من 5 دقائق من شدة الألم. في صباح اليوم التالي وأثناء زيارتي لوالدي كل هزة في العربة كانت أشبه بأدوات حادة يتم دفعها في كتفي وصدري ورقبتي وعندما وصلت إلى المنزل لم يكن باستطاعتي تحريك رأسي أو رفع ذراعي وهنا قررت أن أجرب تأثير التنويم المغناطيسي فطلبت من اثنين من أصدقائي الذين كانا موجودين ويعرفان بالتنويم بأن يراقبا تأثيره ويوقظاني عندما أكون قد دخلت بشكل كاف. ثم جلست ونومت نفسي وبعد انقضاء تسع دقائق قاما بإيقاظي وبشكل عجيب لم أعد أشعر بالألم وأستطيع التحرك بسهولة وقد كنت متفاجئاً من هذا على الرغم من أني قد رأيته على عدد من مرضاي، لكن أن تسمع به أو تشعر به أمرين مختلفين تماما ولأني من شدة الألم لم أكن أعتقد أن هناك من عانى مثلي، فقد كنت أتوقع فقط تخفيف بعض الألم ولهذا كنت متفاجئاً جداً بالنتيجة وقد نمتُ في ذلك اليوم قرير العين، وفي اليوم الذي يليه شعرت ببعض التيبس ولكن لا ألم وبعد أسبوع عاد بعض الألم الذي تخلصت منه، فقمت بعمل تنويم مغناطيسي ذاتي آخر ولم أعاني منه لمدة 6 سنوات إلى الآن.

## أيمل كوي
أيمل كوي كان شخصية لها أثرها في تطوير التنويم الذاتي. وطريقته في الإيحاء الذاتي الواعي أصبحت معروفة دولياًّ كنظام مساعدة ذاتية في بداية القرن 20. وعلى الرغم من أنه أبعد نفسه مبادئ التنويم، كان في بعض الأحيان يصف ما يعمله بالتنويم الذاتي، وكذلك فعل من تبعه.

## التدريب الانعكاسي
التدريب الانعكاسي هو تقنية الاسترخاء وقد طورها طبيب النفس الألماني يوهانز شولتز وتم نشرها 1932 وقد بنى شولتز طريقته في العمل على المنوم المغناطيسي الألماني أوسكار فوجت.

## أندرو سالتر
يعتقد أن أول مقالة أكاديمية في مجلة رائدة عن التنويم المغناطيسي الذاتي كانت (Three techniques of autohypnosis أو ثلاث طرق للتنويم الذاتي) و نُشرت من قبل أندرو سالتر في 1941. كتب سالتر مقاله عن طريقة عمل التنويم الذاتي. ولكن لم يستطع أن ينشره لأن المجلات الرائدة لم تكن تقبل هذه المقالة وبعد العديد من الرفض، قام بإرسالها إلى البروفيسور كلارك ليونارد هال من قسم علم النفس في يال، وقد كان هال هو كاتب النوم المغناطيسي، وسهولة تأثره بالإيحاء، وبعد قراءته لمقاله سالتر (على الرغم من أنه لم يسمع به من قبل) كان مدهوشاً وأرسلها إلى مجلة علم النفس العام التي كان محرراً فيها. تقنيته التي قام بتطويرها خلال سنتين على أكثر من 200 شخص ووصف تقنيته للتنويم الذاتي بـ :
1.التنويم الذاتي بالإيحاء بعد التنويم
2.التنويم الذاتي تعليمات الغفوة المحفوظة (سيناريو الإيحاء)
3.التنويم الذاتي الجزئي (تعلم جزئي)